# Barbara Cooney
Barbara Cooney (* 6. August 1917 in Brooklyn, New York; † 10. März 2000 in Damariscotta, Maine) war eine US-amerikanische Autorin und Illustratorin von 110 Kinderbüchern, die über sechzig Jahre hinweg veröffentlicht wurden. Sie erhielt zwei Caldecott Medals für ihre Arbeit an Chanticleer and the Fox (1958) und Ox-Cart Man (1979) sowie einen National Book Award für Miss Rumphius (1982). Ihre Bücher wurden in 10 Sprachen übersetzt.
Für ihren Beitrag als Kinderbuchillustratorin wurde Cooney 1994 in den USA für den alle zwei Jahre verliehenen internationalen Hans Christian Andersen Preis nominiert, der höchsten internationalen Auszeichnung für Kinderbuchautoren.

## Leben
Cooney wurde in Zimmer 1127 des New Yorker Hotel Bossert als Tochter von Russell Schenck Cooney (einem Börsenmakler) und seiner Frau Mae Evelyn Bossert (einer Malerin) geboren. Sie hatte einen Zwillingsbruder und zwei jüngere Brüder. Die Familie zog nach Connecticut, wo sie die Buckley Country Day School und später ein Internat besuchte. Schon früh begann sie zu zeichnen und zu malen, wobei sie von ihrer Mutter ermutigt wurde, aber selbständig lernen durfte.
Cooney schloss das Smith College mit einem Abschluss in Geschichte ab, arbeitete aber weiter an ihrer Kunst und belegte Kurse für Radierung und Lithografie bei der Art Students League of New York. Sie begann, Kontakte in der Verlagswelt zu knüpfen. Ihre erste professionelle Illustration war für Ake and His World des schwedischen Dichters Bertil Malmberg, das 1940, ein Jahr nach ihrem Abschluss, veröffentlicht wurde.
Während des Zweiten Weltkriegs diente Cooney im Women’s Army Corps. Bald nach ihrem Dienst lernte sie Guy Murchie kennen und heiratete ihn 1944. Sie bekamen zwei Kinder, Gretel und Barnaby. Später ließ sie sich scheiden. Im Juli 1949 heiratete sie Charles Talbot Porter; mit dem sie zwei weitere gemeinsame Kinder hatte, Phoebe und Charlie Porter.
Cooney setzte ihre Arbeit als Illustratorin fort. 1959 gewann sie die Caldecott Medal für Chanticleer and the Fox, für das sie eine eigene Version der Chaucerschen Fabel The Nun's Priest's Tale, selbst eine Variation der Aesopschen Fabel Vom Fuchs und Raben, schrieb und illustrierte.
Ab den 40er Jahren reiste Cooney häufig, um sich für ihre Illustrationen und ihre Schriften inspirieren zu lassen. Zu Hause lebte sie in Damariscotta, Maine, in einem Haus, das einer ihrer Söhne für sie gebaut hatte.
Unter ihren zahlreichen Büchern illustrierte Cooney den Ox-Cart Man (1979) des amerikanischen Dichters Donald Hall, für den sie ihre zweite Caldecott Medal erhielt. 1975 illustrierte sie When the Sky is Like Lace. Das von Elinor Lander Horwitz geschriebene Buch wurde von der New York Times zum herausragenden Buch des Jahres gewählt. Mit ihrem Buch Miss Rumphius (1983), das sie schrieb und illustrierte, gewann sie den National Book Award for Young People’s Literature.
1996 ehrte der Gouverneur von Maine, Angus King, Cooney, indem er einen Tag zu ihrem Namen als Barbara Cooney Day ausrief. Ihr letztes Buch, Basket Moon (2000), wurde sechs Monate vor ihrem Tod am 10. März 2000 in ihrem Haus in Damariscotta veröffentlicht.
Teile ihrer Originalkunstwerke werden am Bowdoin College in Maine ausgestellt.
Während ihrer gesamten Karriere verwendete Cooney eine Vielzahl von Techniken, wobei sie Feder und Tinte, Acrylfarben und Pastellkreide bevorzugte. Ihre Illustrationen werden oft als Volkskunst bezeichnet. Meistens wählte sie Volksgeschichten zur Illustration. Auch wenn viele ihrer Bücher in Schwarz-Weiß gehalten sind, waren „heart and soul are in color“.

## Illustrierte Bücher

Miss Alice Rumphius' Großvater erzählt ihr Geschichten von fernen Orten jenseits des Meeres
Miss Rumphius arbeitet in einer Bücherei
Miss Rumphius streut Lupinen-Samen
Miss Rumphius trifft den König eines indonesischen Fischerdorfs

- Ake and His World, von Bertil Malmberg [1924], 1940
- Uncle Snowball, 1940
- The King of Wreck Island, 1941
- The Kellyhorns, 1942
- Captain Pottle's House, 1943
- Shooting Star Farm, 1946
- American Folk Songs for Children, von Ruth Crawford Seeger, 1948
- Just Plain Maggie, 1948
- The Best Christmas, 1949
- Kildee House, von Rutherford George Montgomery, 1949
- Best Christmas, 1949
- Animal Folk Songs for Children, von Ruth Crawford Seeger, 1950
- The Man Who Didn't Wash His Dishes, 1950
- Read Me More Stories, 1951
- The Pony That Ran Away, 1951
- The Pony That Kept a Secret, 1952
- Too Many Pets, 1952
- Yours with Love, Kate, von Miriam Mason, 1952
- Christmas in the Barn, 1952
- Where Have You Been?, 1952
- American Folk Songs for Christmas, von Ruth Crawford Seeger, 1953
- Five Little Peppers von Margaret Sidney(?), 1954
- The Little Fir Tree, von Margaret Wise Brown, 1954
- Little Women, von Louisa May Alcott [1868–69], 1955
- City Springtime, 1957
- Freckle Face, 1957
- Chanticleer and the Fox, eigene Adaption von Chaucer, 1958
- The American Speller, 1961
- The Little Juggler, 1961
- Le Hibou et La Poussiquette, Gedicht von Edward Lear [1871], Übersetzung von Francis Steegmuller, 1961
- Favorite Fairy Tales Told in Spain, 1963
- Wynken, Blynken and Nod, Gedicht von Eugene Field [1889], 1964
- Papillot, Clignot et Dodo, Gedicht von Eugene Field [1889], Übersetzung von Francis Steegmuller und Norbert Guterman, 1964
- Mother Goose in French, Übersetzung von Hugh Latham, 1964
- The Courtship, Merry Marriage, and Feast of Cock Robin and Jenny Wren, 1965
- Snow White and Rose Red, Märchen der Gebrüder Grimm, 1966
- How the Hibernators Came to Bethlehem, 1966
- A Little Prayer, 1967
- Christmas, 1967
- The Crows of Pearblossom, von Aldous Huxley, 1967
- A Garland of Games and Other Diversions, 1969
- The Owl and the Pussycat, Gedicht von Edward Lear [1871], 1969
- Bambi, a Life in the Woods, von Felix Salten [1923], 1970
- Princess Tales, 1971
- Seven Little Rabbits, 1972
- Herman the Great, 1974
- Favourite Fairy Tales Told in Spain, nacherzählt von Virginia Haviland, 1974
- When the Sky is Like Lace, von Elinor Lander Horwitz, 1975
- Burton and Dudley, von Marjorie W. Sharmat, 1975
- The Donkey Prince, 1977
- Midsummer magic: a garland of stories, charms, and recipes, zusammengestellt von Ellin Greene, 1977
- Ox-Cart Man, Gedicht von Donald Hall, 1979
- I Am Cherry Alive, the Little Girl Sang, Gedicht von Delmore Schwartz, 1979
- Emma, 1980
- Tortillitas Para Mama and Other Nursery Rhymes, ausgewählt und übersetzt von Margot C. Griego, 1981
- Little Brother and Little Sister, Märchen der Gebrüder Grimm, 1982
- Miss Rumphius, von Cooney, 1982
- Spirit Child: A Story of the Nativity, 1984
- The Story of Holly and Ivy, von Rumer Godden [1958], 1985
- Peter and the Wolf Pop-Up Book, 1986
- Louhi, Witch of North Farm: A Story From Finland's Epic Poem ‘The Kalevala‘, 1986
- Island Boy, eigene Geschichte, 1988
- The Year of the Perfect Christmas Tree, von Gloria Houston, 1988
- Hattie and the Wild Waves: A story of Brooklyn, 1990
- The Big Book for Peace, von John Bierhorst, 1990
- Roxaboxen, von Alice McLerran, 1991
- Letting Swift River Go, von Jane Yolen, 1991
- Emily, von Michael Bedard, 1992 – historische Erzählung basierend auf Emily Dickinson
- The Remarkable Christmas of the Cobbler's Sons, 1994
- Only Opal: The Diary of a Young Girl, basierend auf dem Tagebuch von Opal Whiteley, 1994
- Eleanor, 1996 – Kindheitsbiografie von Eleanor Roosevelt
- Basket Moon, von Mary Lyn Ray, 1999

In deutscher Sprache erschienen sind:
- Sarah Orne Jewett: Der Silberreiher: Erzählung aus Maine in Amerika. Gundert, Hannover 1966.
- Barbara Cooney: Singehell und der Fuchs: Aus den Canterbury Tales von Geoffrey Chaucer. Carlsen, Reinbek bei Hamburg 1968.
- M. Jean Craig: Das Eselein: nach einem Märchen der Brüder Grimm. Carlsen, Reinbek bei Hamburg 1980, ISBN 978-3-551-51218-5.
- Barbara Cooney: Die Lupinenfrau (Miss Rumphius). Carlsen, Reinbek bei Hamburg 1984, ISBN 978-3-551-51285-7.